# Antyrama

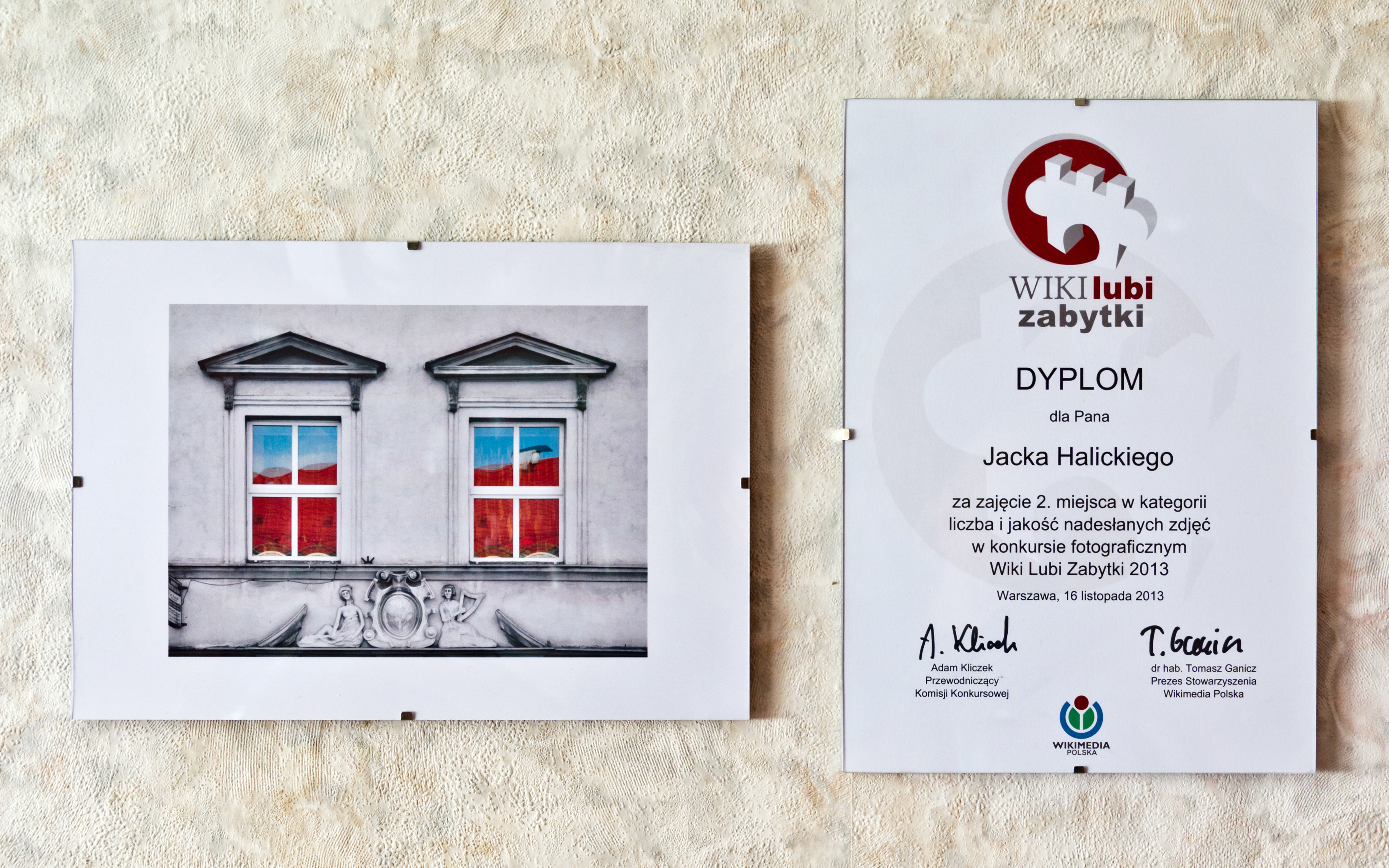
Zdjęcie i dyplom oprawione w antyramy

Antyrama (gr. anti – przeciw, odwrotny) – rodzaj oprawy służący do umieszczania w niej płaskich obrazków, zdjęć itp. Nazwa odnosi się do wyglądu, przypominającego pozostałość po usunięciu ramy z obrazu. Antyrama usztywnia dzieło, chroni je przed zniszczeniem i nadaje schludny, estetyczny wygląd. Umożliwia również zawieszenie na ścianie.
Oprawa składa się z przezroczystego tworzywa lub szkła, oraz płyty pilśniowej lub wiórowej. Między szybę a płytę wkłada się obrazek. Obie części łączy się za pomocą metalowych spinek.